# دیگر هرگز نگو هرگز
دیگر هرگز نگو هرگز (انگلیسی: Never Say Never Again) فیلمی در ژانر اکشن به کارگردانی اروین کرشنر است که در سال ۱۹۸۳ منتشر شد.

## بازیگران
- شان کانری
- کیم بسینگر
- کلاوس ماریا برانداور
- باربارا کاررا
- ماکس فون سیدو
- برنی کیسی
- روآن اتکینسون
- ادوارد فاکس
- آلک مک‌کاون
- ولری لیون